# Danse thaïlandaise
Cette page contient des caractères thaïs. En cas de problème, consultez Aide:Unicode ou testez votre navigateur.
 (février 2009).
Si vous disposez d'ouvrages ou d'articles de référence ou si vous connaissez des sites web de qualité traitant du thème abordé ici, merci de compléter l'article en donnant les références utiles à sa vérifiabilité et en les liant à la section « Notes et références ».

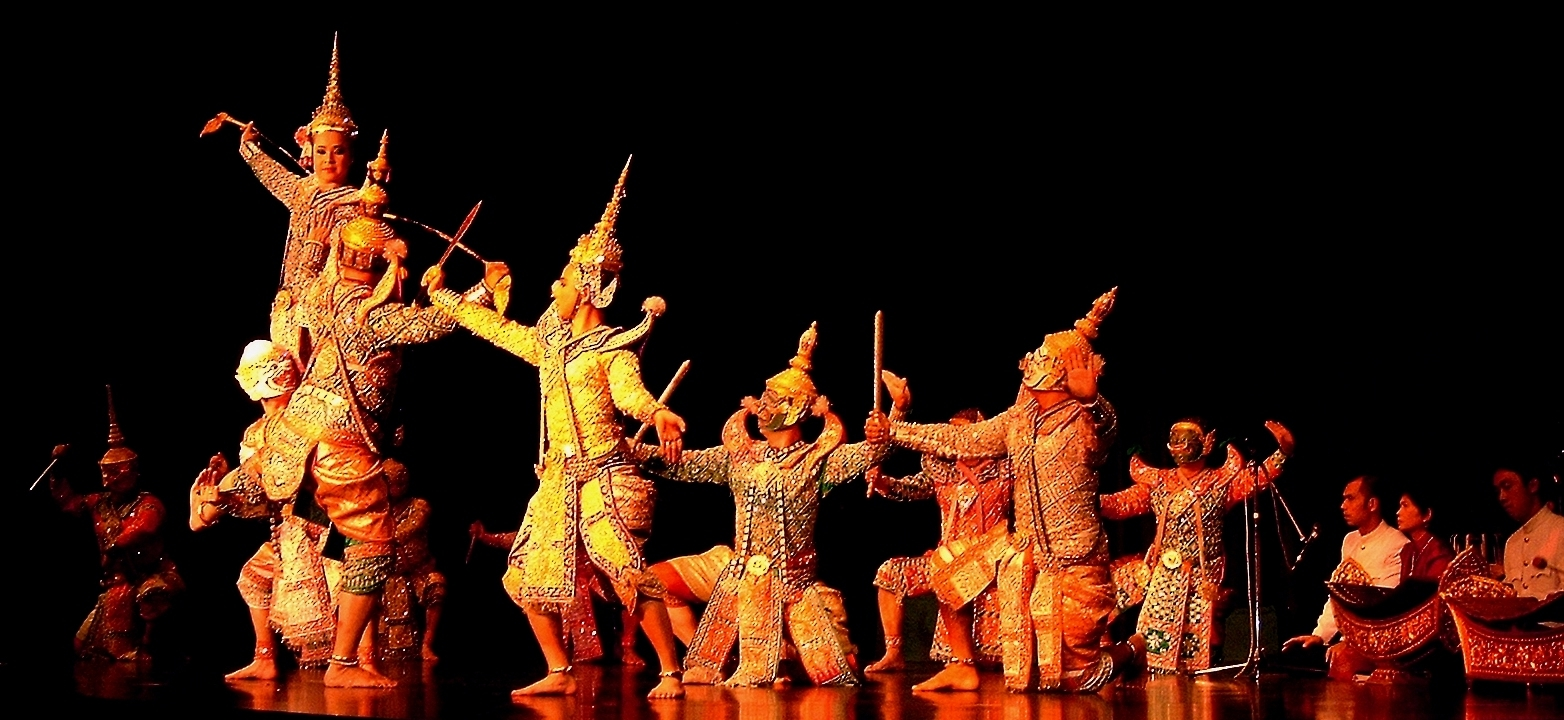
Spectacle de Khon en 2006 en Allemagne

La Danse standard thaïlandaise (รำไทย Ram Thai ou ระบำ Rabam) peut être divisée en deux catégories principales, qui correspondraient à une distinction entre culture classique et culture populaire.
La danse classique thaïe comprend les genres khon, lakhon (comme le lakhon nok) et fawn thai. La danse populaire comprend des formes comme le Likay et de nombreuses danses régionales  ou Ram.